# Bernd Büch
Bernd Büch (* 1948) ist ein deutscher Verbrecher und zählt zu den gefährlichsten Straftätern Deutschlands. Er wurde als „Doppelmörder von Sennewitz“ bekannt.

## Verbrechen
Büch wurde 1965 und 1968 zu insgesamt sieben Jahren Jugendstrafe verurteilt, u. a. wegen Unzucht mit Kindern. 1972 wurde er wegen Notzucht zu fünf Jahren Freiheitsstrafe verurteilt. 1978 beging er wieder eine Vergewaltigung und wurde zu acht Jahren und einem Monat Freiheitsstrafe verurteilt. Weil er als gefährlicher Wiederholungstäter galt, wurde zusätzlich die Sicherungsverwahrung angeordnet. Nachdem ihm die Flucht aus der Justizvollzugsanstalt gelang, vergewaltigte er eine Frau und verletzte sie schwer. Er wurde verhaftet und 1983 zu 13 Jahren Freiheitsstrafe verurteilt. Abermals gelang ihm die Flucht, wobei er einen Totschlag versuchte und 1985 zu 10 Jahren Freiheitsstrafe mit anschließender Sicherungsverwahrung verurteilt wurde. 1986 flüchtete er während eines bewachten Spazierganges und vergewaltigte wieder eine Frau in Düsseldorf. Nachdem er gefasst wurde, wurde er 1987 zu fünf Jahren Freiheitsstrafe verurteilt.
Im April 1997 wurde Büch für eine Therapie von der JVA Aachen in den Maßregelvollzug der psychiatrischen Klinik Düren verlegt. Die Psychiaterin Elisabeth Pfaff bestätigte, sie habe das positive Gutachten erstellt, weil Büch nach ihren Unterlagen im Jahr 2003 entlassen werden sollte. „Da musste man den Versuch der Therapie unternehmen.“ Aus den Vollstreckungsakten geht jedoch hervor, dass Büch erst im Jahr 2023 entlassen worden wäre. Der Rechenfehler war nicht die einzige Panne. Die Ärztin will auch nicht gewusst haben, dass Büch nach Verbüßung seiner Strafen zur Sicherungsverwahrung bleiben sollte. Dies hätte eine Verlegung in den Maßregelvollzug verhindert.
Am 15. April 1998 gelang es Büch, während eines Zahnarztbesuches mittels Fluchthelfern aus der LVR-Klinik Düren zu fliehen. Kurz darauf drang er in Sennewitz, Sachsen-Anhalt in ein Haus ein, tötete den 46-jährigen Familienvater mit zwei Kopfschüssen und erdrosselte dessen 71-jährige Mutter. Anschließend hielt er die 16-jährige Tochter und deren 42-jährige Mutter 17 Stunden lang gefangen und vergewaltigte beide mehrmals, bevor er dann am Morgen mit dem geraubten Bargeld der Familie in einem Taxi zunächst nach Leipzig flüchtete. Zwei Monate später wurde er im hessischen Oberissigheim festgenommen. Er konnte anhand der im Taxi hinterlassenen Fingerabdrücke als Täter identifiziert werden.
Am 30. März 1999 verurteilte ihn die 4. Strafkammer des Landgerichts Halle wegen zweifachen Mordes, Geiselnahme und Vergewaltigung zu lebenslanger Freiheitsstrafe mit Feststellung der besondere Schwere der Schuld und Sicherungsverwahrung. Das Gericht verurteilte den „Sennewitz-Mörder“ zusätzlich zur Zahlung von Schmerzensgeld in Höhe von jeweils 50.000 DM an die beiden überlebenden Opfer. Er verbüßt seine Strafe in der JVA Aachen.
Aufgrund Büchs Flucht ordnete Sozialminister Axel Horstmann die Einrichtung von zahnärztlichen Behandlungsräumen in allen forensischen Kliniken Nordrhein-Westfalens an.